# Wizards of the Coast
Wizards of the Coast és una empresa de cartes col·leccionables fundada el 1990. És coneguda per haver creat Magic: The Gathering, un joc de cartes col·leccionables que ha estat un gran èxit. El 1999, Wizards of the Coast va ser adquirida per Hasbro, una companyia de jocs i joguines multinacional. També controlen l'empresa Avalon Hill, dedicada als jocs de tauler, i han entrat en el mercat de les miniatures amb la sèrie Dungeons & Dragons. Han col·laborat amb autors per a publicar llibres basats en els seus universos de jocs més populars com Dragonlance, Forgotten Realms i Ravenloft.